# Візит В'ячеслава Молотова до Берліна (листопад 1940)
Візи́т В'ячесла́ва Мо́лотова до Берлі́на — державний візит до столиці Третього Райху Голови Ради Народних комісарів СРСР, Народного комісара закордонних справ, члена політбюро ЦК ВКП(б) В'ячеслава Молотова для перемовин з керівництвом Німеччини із зовнішньополітичних питань.
Візит відбувся 12 та 13 листопада 1940 року.
Візит був однією із важливих дипломатичних подій періоду Другої світової війни на завершальному етапі підготовки до зіткнення Третього Райху й Радянського Союзу.

## Передумови
Перші контакти між керівними колами Німеччини і більшовицьким керівництвом Радянської Росії були встановлені вже 1919 року, коли до Німеччини нелегально приїхав представник уряду Радянської Росії Карл Радек . Коли він перебував у берлінській в'язниці Моабіт, до нього навідувалися представники керівництва Рейхсверу. У подальшому розвитку взаємодії брало участь найвище партійне, державне й воєнне керівництво Радянської Росії й СРСР: В. І. Ленін, Л. Д. Троцький, М. В. Фрунзе, Ф. Е. Дзержинський, Й. В. Сталін, К. Б. Радек, Г. В. Чичерін, Л. Б. Красін, М. М. Крестинський, В. В. Куйбишев, Е. М. Склянський, К. Є. Ворошилов, M. М. Тухачевський, О. І. Єгоров, І. П. Уборевич, А. І. Корк, Й. С. Уншліхт, Й. Е. Якір, Я. К. Берзін, Я. М. Фішман та інші. З боку Німеччини також представники воєнних та урядових кіл: Ганс фон Зект, Карл Йозеф Вірт, У. фон Брокдорф-Ранцау, В. Ратенау, Пауль фон Хассе, Курт фон Гамерштайн-Екворд, Вільгельм Ґренер, Вернер фон Бломберг, а також інші .
За десять років до приходу нацистів до влади була укладена таємна угода про взаємодію між Рейхсвером та Червоною армією. Радянська Росія сприяла тому, щоб Німецькій республіці вдалося обійти пункти Версальского договору, що забороняли підготовку офіцерів для артилерії й танкових частин, а також розвиток авіації та хімічних засобів ведення війни. Все це було дозволено їм здійснювати на території СРСР. Зі свого боку Червона армія отримала можливість користуватися послугами німецьких військових радників та запозичувати німецькі технології. Обидві армії обмінювались інформацією. Протягом цього десятиліття радянсько-німецька торгівля процвітала. Німці вкладали свої капітали в промисловість СРСР і отримували концесії. Уряд СРСР купував у Німеччини устаткування й запрошував на роботу німецьких технічних спеціалістів .
Від початку 20-х років Й. Сталін розглядав Німеччину як природного союзника більшовицької Росії. Врешті-решт, на його думку, відповідно до настанов класиків марксизму-ленінізму та директив Комінтерну, Німеччина мала стати соціалістичною. Й. Сталіна, що турбувався про перетворення Радянського Союзу на потужну воєнну державу й утвердження власної диктатури, влаштовував будь-який режим у Німеччині, тільки би вона була дружньою до СРСР. Сталін домагався дружби і союзу з націонал-соціалістичною Німеччиною.
В той же час на Всесвітній економічній конференції 1933 року  у Лондоні Альфред Гугенберг, міністр економіки і сільського господарства Третього Райху, оголосив Східну Європу, включно з Україною, полем німецької експансії..
Від 1934 року керівництво СРСР на чолі з Й. Сталіним усвідомлювало загрозливий характер політики А. Гітлера . У європейському співтоваристві сформувалася думка про можливість створення ефективної коаліції країн Заходу й СРСР щоб запобігти катастрофі Другої світової війни, що насувалася. Уряди Англії та Франції провадили мляву політику «умиротворення». Сполучені Штати,— відповідно до їх тогочасного законодавства,— утримувалися від втручання у європейські справи.
29 березня 1935 року у розмові із Лордом-охоронцем печатки Великої Британії Ентоні Іденом Й. Сталін говорив, що у Європі велике занепокоєння викликає Німеччина. Вона «відкрито, на очах у всіх рве міжнародні угоди. Це небезпечно. Як ми можемо за цих умовах довіряти підпису Німеччини під тими чи іншими міжнародними документами? …яка є гарантія, що німецький уряд, що так легко рве свої міжнародні зобов'язання, стане дотримуватися пакту про ненапад? Ніякої гарантії немає. Тому ми не можемо задовольнитися лише пактом про ненапад із Німеччиною. Нам для забезпечення миру потрібна більш реальна гарантія, і такою реальною гарантією є лише Східний пакт взаємодопомоги» . А. Гітлер у розмові із послом Великої Британії Невілом Гендерсоном про обмеження озброєнь  також висловлював недовіру до СРСР: «Особливо складною ця проблема стала завдяки тому факту, що покластися на вірність договорам такої варварської формації, як Радянський Союз, можна приблизно так само, як на розуміння дикуном математичних формул. Тому угоди з цією країною, власне кажучи, не мали б ніякої ціни.» 
Після тривалого періоду вичікування та пропагандистської боротьби між нацистським та більшовицьким режимами, від 1936 року сторонами було розпочате зондування можливості досягнення домовленностей про розподіл «сфер державних інтересів» СРСР та Німеччини.
Близько 1937 року, обираючи між шляхом ефективного збройного опору А. Гітлеру і шляхом оборудки з ним, Сталін обрав останній шлях: у 1937—1938 роках Сталін прибирав зі свого шляху тих у керівництві ВКП(б) і збройних сил, хто міг би протидіяти його політиці змови з Гітлером, хто міг би висунути проти нього вагомі ідеологічні аргументи. Цього ж року, на відомій нараді 5 листопада , А. Гітлер повідомив про прийняте рішення — вирішення проблем Німеччини у Східній Європі. На тій же нараді Герман Герінг вказав на необхідність припинення інтервенції в Іспанії, що було ще одним сигналом для Сталіна про зміну вектора політики Німеччини.
1938 року була анексована Австрія, а потім розпочата ліквідація Чехословаччини і, разом із нею, Карпатської України. За ними настала черга Польщі.
Росія Сталіна ніколи не була годящим партнером Заходу для протидії фашизму. У той час вона сама була ареною кошмарних оргій тоталітаризму. Цілі її не збігалися із цілями західної демократії. У середині 30-х років західні демократії не сподівалися на допомогу Росії. На той час вони ще могли, об'єднавши зусилля, протистояти Гітлеру. Та вже через два роки,— внаслідок переозброєння Німеччини швидкими темпами,— завдати поразки Гітлеру без допомоги Росії вони вже не могли. Сталін же на той час не бачив перспектив залучення Франції та Англії до ефективної опозиції Гітлеру.
На початку 1939 року А. Гітлер намагався шляхом перемовин, тиску та залякування поляків схилити їх до мирної передачі Данціґа Німеччині. Поляки чинили опір. У березні А. Гітлер дав наказ окупувати територію, що залишилася від Чехословаччини (за винятком Підкарпаської Русі, переданої Угорщині). Наслідком порушення А. Гітлером своїх обіцянок при підписанні Мюнхенської угоди і виходу німецьких військ на південний кордон Польщі було запрошення до Лондона міністра закордонних справ Польщі Юзефа Бека і гарантування Англією територіальної цілісності Польщі.
А. Гітлеру, для реалізації своїх експансіоністських планів у випадку нападу на Польщу, чи у випадку наступу на Захід, потрібен був нейтралітет СРСР. Й. Сталін, у той же час, бачив готовність А. Гітлера до рішучого наступу і намагався за свій нейтралітет отримати безпеку власної країни. 10 березня у промові на 18-му з'їзді ВКП(б) він натякнув, що Росія не бажає виступати на боці Англії та Франції, а хоче діяти у власних інтересах. На розвиток своєї позиції Й. Сталін змінив єврея Максима Литвинова на посаді наркома закордонних справ росіянином Вячеславом Молотовим, що продемонструвало німцям бажання різко змінити зовнішньополітичний курс.
У травні 1939 року Велика Британія і Франція розпочали перемовини з урядом СРСР для розгляду можливості реального і ефективного союзу проти Гітлера. Ставлення керівництва Радянського Союзу ще до їх початку  озвучив нарком закордонних справ М. Литвинов: «Ми чудово знаємо, що затримати і призупинити агресію в Європі без нас неможливо, і чим пізніше до нас звернуться за нашою допомогою, тим дорожче нам заплатять» .
У той же час, 14 червня 1939 року Георгій Астахов, тимчасовий повірений у справах СРСР у Німеччині, повідомив заступника державного секретаря в німецькому міністерстві закордонних справ Ернста Вермана (нім. Ernst Woermann) через болгарського посла у Берліні, що СРСР не підпише з Англією договору про взаємодопомогу на випадок війни за умови, що Німеччина підпише з Радянським Союзом пакт про ненапад .
Навесні та влітку перемовини щодо угоди про взаємодопомогу продовжились і були припинені за кілька днів до підписання пакту про ненапад. Різні дослідники покладають відповідальність за це на керівництво обох сторін. А. Гітлер 23 серпня так оцінив ситуацію : 
| Я був переконаний, що Сталін ніколи не прийме пропозиції англійців. Тільки безоглядні оптимісти могли думати, що Сталін настільки дурний, що не може розпізнавати їх справжньої мети. Росія не зацікавлена у збереженні Польщі… Відставка Литвинова стала вирішальним фактором. Після цього я миттєво зрозумів, що в Москві ставлення до західних держав змінилося. <…> Зрештою від росіян надійшла пропозиція підписати пакт про ненапад. |
На початку липня А. Гітлер остаточно вирішив напасти на Польщу. Збройним силам був відданий наказ підготуватися до бойових дій у кінці серпня.
26 липня 1939 року у таємній кімнаті одного із берлінських ресторанів відбулася зустріч представників Німеччини та СРСР під час якої представникам СРСР натякнули, що Німеччина готова розрахуватися за нейтралітет СРСР у випадку німецько-польської війни значними територіями Східної Європи .
Коли 11 серпня Карл Буркхардт, Верховний комісар Ліги Націй у Данцігу, прибув на особистому літаку А. Гітлера до Німеччини, райхсканцлер заявив йому:

| Все, що я роблю, спрямоване супроти Росії; якщо Захід занадто дурний і занадто сліпий, щоб зрозуміти це, я буду змушений порозумітися з росіянами, розбити Захід, а потім, після його поразки, усіма зібраними силами виступити проти Радянського Союзу. Мені потрібна Україна, щоб ніхто знову, як під час останньої війни не голодував у нас.[16] Оригінальний текст (нім.) «Alles, was ich unternehme, ist gegen Rußland gerichtet; wenn der Westen zu dumm und zu blind ist, um dies zu begreifen, werde ich gezwungen sein, mich mit den Russen zu verständigen, den Westen zu schlagen und dann nach seiner Niederlage mich mit meinen versammelten Kräften gegen die Sowjetunion wenden. Ich brauche die Ukraine, damit man uns nicht wieder wie im letzten Krieg aushungert» |
Цей період завершився підписанням угоди 23 серпня 1939 року, що було важливим тактичним епізодом, який розкривав стратегічні наміри сторін — керівництва Третього Райху та Радянського Союзу. Це була угода про поділ Східної Європи на «області державних інтересів»  між Німеччиною й СРСР.
Наступним кроком у діях двох договірних сторін стало вторгнення збройних сил Німеччини (1 вересня) та Радянського Союзу (17 вересня 1939 року) до Польщі і ліквідація, за взаємною згодою, цієї держави.
Керівництво СРСР в цей час використало в інтересах агресорів Комінтерн: 8 вересня усім «секціям Комінтерну» була дана директива вважати війну з боку всіх країн імперіалістичною і несправедливою. Міжнародний робітничий клас у жодному разі не повинен підтримувати Польщу (до якої додавався ярлик «фашистська»), поділ країн на «демократичні» й «фашистські» у пропаганді Комінтерну скасовувався, як застарілий.. При підготовці директиви 7 вересня Й. Сталін визнав , що 
| Пакт про ненапад певною мірою допомагає Німеччині |.
На закріплення результатів воєнних дій та уточнення поділу на «області державних інтересів» Третього Райху й Радянського Союзу був підписаний Договір про дружбу та кордон від 28 вересня 1939 року .
Реалізуючи домовленості про цей поділ, керівництво СРСР: розв'язало війну з Фінляндією (листопад 1939 — березень 1940); під загрозою застосування військової сили відторгло від Румунії Бессарабію та Північну Буковину (червень — липень 1940) ; влітку 1940 року анексувало три прибалтійські країни: Литву, Латвію, Естонію.
27 вересня 1940 року у Берліні був підписаний Троїстий пакт, що викликало певну тривогу керівництва СРСР.
Перед візитом В. Молотова на неодноразових нарадах у А. Гітлера зазначалося, що «Росія буде постійно боятися Німеччини» і що треба «… спонукати Росію шукати виходи до океану, активно діючи на напрямку Іран — Індія; за словами фюрера, це для Росії важливіше, ніж позиції на Балтійському морі» .

## Підготовка візиту
У ніч на 24 серпня 1939 року, під час зустрічі з Й. Сталіним, Й. фон Ріббентроп зазначив, що Антикомінтернівський пакт спрямований не проти СРСР, а проти західних демократій, і що, на його думку, «радянський уряд усвідомлює це повністю». Він також вказав, обравши для цього форму жарту, що «Сталін ще приєднається до Антикомінтернівського пакту» .
Під час візиту до Москви 28 вересня Й. фон Ріббентроп передав запрошення Й. Сталіну й В. Молотову відвідати Берлін,  яке було обома ними в принципі прийняте.
Після візиту Й. фон Ріббентропа до Риму (10—11 березня 1940 року) англо-французька преса поширила повідомлення про передбачувану поїздку В. Молотова до Німеччини (до Берліна чи до іншого міста). 24 березня ТАРС було уповноважене Урядом СРСР спростувати ці повідомлення 
У першій половині 1940 г. А. Гітлер зробив «обережну спробу» зустрітися з Й. Сталіном, але вона була невдалою .
29 березня 1940 року Й. Ріббентроп доручив фон дер Шуленбургу повторити запрошення, вказавши, що 
| Зрозуміло без слів, що запрошення не обмежується одним Молотовим. Якщо до Берліна приїде сам Сталін, це ще краще послужить нашим власним цілям, а також нашим дійсно близьким стосункам із Росією. Фюрер, зокрема, не тільки буде радий вітати Сталіна в Берліні, а й простежить, щоб він [Сталін] був прийнятий відповідно до його положення та значення, і він [Гітлер] віддасть йому всі почесті, яких потребує цей випадок. |
У відповіді 30 березня фон дер Шуленбург зазначив, що «тільки дуже сприятлива обстановка або вкрай суттєва для Рад вигода можуть схилити Молотова або Сталіна до такої поїздки», враховуючи те, що керівництво СРСР на той час всіляко намагалося зберегти нейтралітет і запобігти можливості залучення до конфлікту із західними державами .
26 вересня Й. фон Ріббентроп повідомив В. Молотову, що надішле особистого листа Й. Сталіну, у якому буде запрошення В. Молотова до Берліна. Цей лист надійшов до Й. Сталіна 17 жовтня . Коли В. фон дер Шуленбург передав листа В. Молотову, то попросив звернути увагу на висловлену наприкінці листа Й. фон Ріббентропом «ідею» про скликання конференції чотирьох держав.
19 жовтня В. Молотов повідомив В. фон дер Шуленбурга, що на лист «відповідь буде сприятлива» і що він «поїде до Берліна». Того ж дня ТАРС спростувало повідомлення японської газети «Хоці» від 16 жовтня, що «Уряд СРСР вирішив скликати у Москві конференцію чотирьох держав: СРСР, Японії, Німеччини і Італії» .
21 жовтня генеральний секретар ЦК ВКП(б) надіслав відповідь на листа Й. фон Ріббентропа, де вказав найбільш прийнятний для В. Молотова термін візиту: 10—12 листопада. Й. Сталін також вітав бажання Й. фон Ріббентропа відвідати Москву «щоб продовжити розпочатий минулого року обмін думками з питань, що цікавлять наші країни», й висловив сподівання, що візит відбудеться після поїздки В. Молотова до Берліна. Й. Сталін також не заперечував проти спільного обговорення деяких питань за участі представників Японії та Італії .
22 жовтня посол Великої Британії Стаффорд Кріппс передав уряду СРСР проект таємної угоди між Великою Британією та СРСР про дотримання СРСР нейтралітету щодо Великої Британії, Туреччини та Ірану, продовження підтримки Китаю, а також пропозицію укласти з Великою Британією «пакт про ненапад, подібний до діючого нині поміж Німеччиною й СРСР» .
26 жовтня «в результаті перемовин, що відбувалися останнім часом поміж Урядом СРСР і Німецьким Урядом, і за згоди Італійського Уряду» було створено «Єдину Дунайську Комісію із представників СРСР, Німеччини, Італії, Румунії, Болгарії, Угорщини, Словаччини і Югославії».
1 листопада, відповідаючи раднику посольства Німеччини Хільгеру на заяву про те, що «Ріббентроп був дуже радий повідомленню про майбутній візит т. Молотова до Берліна» та прохання назвати точну дату поїздки, Молотов пообіцяв повідомити точну дату В. фон дер Шуленбургу пізніше. Вже 4 листопада у Берліні поширювалися чутки про цей візит.
Цього ж дня посол Японії Йосіцугу Татекава предав В. Молотову пропозицію свого уряду укласти між двома державами пакт про ненапад і передав проект пакту, аналогічний радянсько-німецькому пактові про ненапад.
9 листопада 1940 року відбулася зустріч В. Молотова з Й. Сталіним, під час якої В. Молотов отримав «директиви до берлінської поїздки», що збереглися у власноручному записі В. Молотова. На додаток до них 11 листопада до поїзда В. Молотову була надіслана інструкція Й. Сталіна: «Якщо дійде до декларації, то вношу від імені товаришів поправку: пропоную викреслити пункт про Індію. Мотиви: ми боїмося, що контрагенти можуть сприйняти пункт про Індію як каверзу, що має за мету розпалити війну» .

## Хід перемовин
10 листопада 1940 року газета «Ізвестія» повідомила, що В. Молотов «На запрошення Німецького уряду й у відповідь на торішні поїздки Німецького Міністра Закордонних справ фон-Ріббентропа до Москви … найближчим часом відвідає Берлін, щоб у рамках дружніх відносин, що існують між обома країнами, шляхом поновлення особистого контакту продовжити й поглибити поточний обмін думками».
Делегація СРСР виїхала з Москви 10 листопада о 18 год. 45 хв. спеціальним потягом.

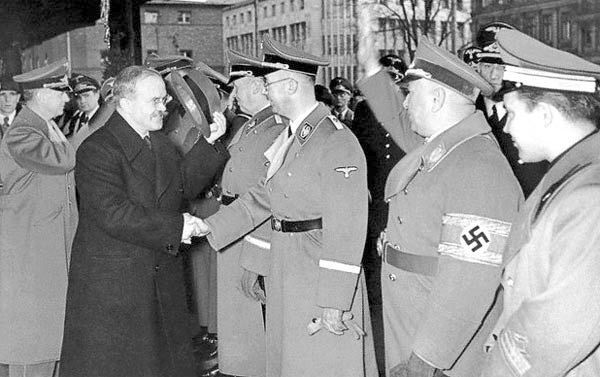
Рукостискання Голови Раднаркому В'ячеслава Молотова з Райхсфюрером СС Генріхом Гіммлером

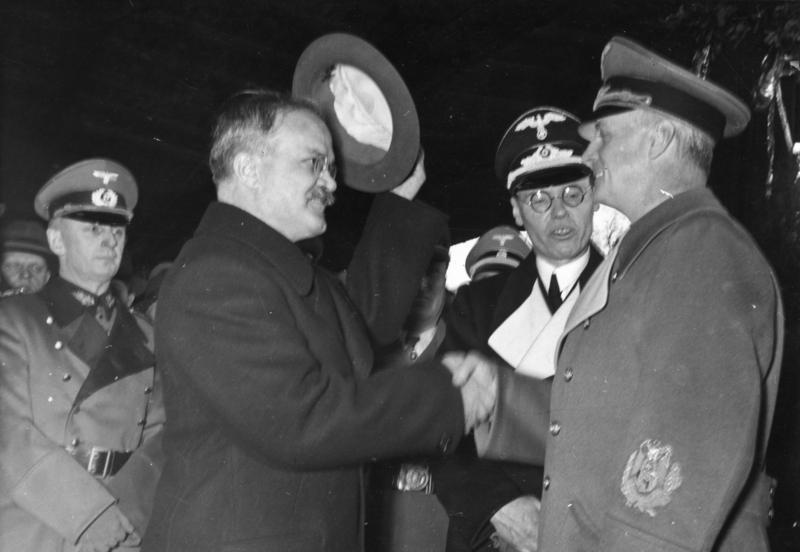
Берлін, урочиста зустріч В. Молотова

### Зустріч у Берліні
На кордоні  делегацію СРСР очікував спеціальний потяг уряду Німеччини, де завідувач протокольним відділом МЗС Німеччини Дорнберг мав дати В. Молотову обід у салон-вагоні А. Гітлера . Але В. Молотов відмовився пересісти у цей поїзд і делегація продовжила подорож у своєму спецпоїзді.
Делегацію СРСР 12 листопада на Антгальському вокзалі Берліна зустрічали: міністр закордонних справ Німеччини Й. фон Ріббентроп, начальник поліції та СС Г. Гімлер, фельдмаршал Вільгельм Кейтель, керівник Німецького робітничого фронту Р. Лей, інші державні високопосадовці. На честь високого гостя була виставлена почесна варта.

### Склад делегацій
На чолі делегації був Голова Ради Народних комісарів, Народний комісар закордонних справ СРСР, член політбюро ЦК ВКП(б) В'ячеслав Молотов. 
 Його супроводжували: Народний комісар чорної металургії Тевосян І. Ф.; заступник Народного комісара закордонних справ Деканозов В. Г.; заступник Народного комісара зовнішньої торгівлі  Крутиков О. Д.; перший заступник Народного комісара внутрішніх справ, начальник Головного управління держбезпеки Меркулов В. М. з 16-ма співробітниками; військові експерти, представники Генерального штабу РСЧА генерал-майор Олександр Василевський та генерал-лейтенант Злобін В. М.; лікар; три співробітники із персоналу особистого обслуговування В. Молотова; референти, радники, перекладачі та інший супроводжуючий персонал. Перекладачами були завідувач Центрально-європейського відділу (по Німеччині) НКЗС СРСР Павлов В. М. та перший секретар повноважного представництва СРСР у Берліні Бережков В. М. Делегація налічувала 60 осіб. Делегацію супроводжував у тому самому потязі посол Німеччини Вернер фон дер Шуленбург.
У роботі делегації Німеччини брали участь: Райхскацлер А. Гітлер, Міністр закордонних справ Й. фон Ріббентроп, посол в СРСР В. фон дер Шуленбург. Перекладачем був радник посольства Німеччини у Москві Густав Хільгер. Детальний запис перемовин, повністю опублікований, виконав П. Шмідт (нім. Paul-Otto Schmidt).

### Перемовини В. Молотова з Й. фон Ріббентропом

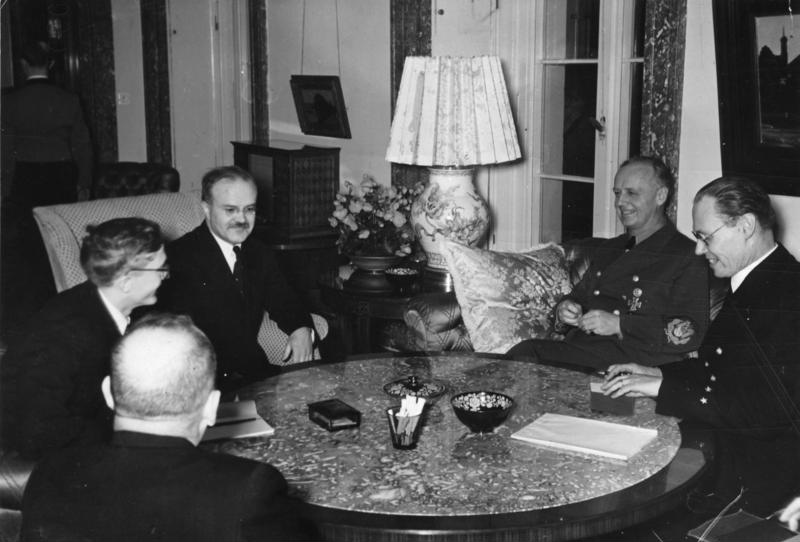
Прийом Й. фон Ріббентропом В. Молотова у МЗС Німеччини. 12 листопада 1940 року.

Перемовини між делегаціями Німеччини та СРСР розпочалися 12 листопада близько 12-ї години у Міністерстві закордонних справ Німеччини зустріччю В. Молотова з Й. фон Ріббентропом.
Зустріч почалася із детальної інформації про точку зору керівництва Німеччини на ситуацію у світі й на радянсько-німецькі стосунки, що її виклав Й. фон Ріббентроп. Головними пунктами її були: твердження керівництва Німеччини, що «Німеччина вже виграла війну» і що «Англія розбита, і коли вона визнає поразку — це лише питання часу»; Англія сама не витримає наступу Німеччини, і, хоча вона має надію на допомогу США, Німеччина й Італія «не пустять на континент ні одного анлосакса». Чи вступить Америка у війну, чи ні — нам байдуже; Німеччина після перемоги над Францією має величезну силу; Ми не думаємо про те, як виграти війну, ми думаємо про те, як закінчити війну, вже виграну. «Бажання Німеччини закінчити якомого швидше війну привело нас до рішення шукати друзів, що хочуть перешкодити поширенню війни і бажають миру». Низка держав оголосили про свою солідарність з ідеями Троїстого пакту; Пакт ніяким чином не зачіпає інтереси СРСР. Дружні стосунки СРСР і Японії сумісні з дружніми стосунками між СРСР і Німеччиною, між СРСР і Японією можливе таке ж розмежування сфер інтересів, як між СРСР і Німеччиною; доцільно обмінятися думками про сфери інтересів у широких межах між Японією, Італією, СРСР і Німеччиною; природне прагнення СРСР спрямоване на Південь, отримати вихід до океану СРСР міг би також на півдні; В результаті наших нових стосунків, що склалися минулого року, як Німеччина, так і СРСР досягли хороших успіхів, перемога Німеччини над Польщею і Францією сприяла ревізіям СРСР на заході; СРСР може мати користь з перерозподілу територій Британської імперії на шляху експансії у напрямку Перської затоки та Аравійського моря; Щодо політики Туреччини та конвенції Монтре, якою СРСР, очевидно, незадоволений, Німеччина вважає прийнятною думку, щоб СРСР та інші чорноморські держави мали перевагу порівняно з іншими державами.

Й. фон Ріббентроп також сказав, що «хоче висловити думки щодо поглиблення радянсько-німецьких стосунків» і запропонував знайти форму «у котрій три держави, тобто Німеччина, Італія і Японія, змогли б досягти угоди з СРСР». «Все зводиться до того, щоб прояснити відносини між Німеччиною, Італією і Японією, з одного боку, та СРСР — з іншого»
Підсумовуючи першу розмову із Й. фон Ріббентропом у листі до Й. Сталіна В. Молотов доповідав про свою відповідь Й. фон Ріббентропу, «що думки Ріббентропа вельми цікаві, заслуговують обговорення у Берліні, а потому й у Москві за його участі, що мені  треба з'ясувати у нього попередньо низку питань пов'язаних із троїстим пактом і що в принципі можливі акції чотирьох держав… » .

### Перемовини В. Молотова з А. Гітлером

В'ячеслав Молотов і Адольф Гітлер в Імперській канцелярії

Перша зустріч з райхсканцлером Німеччини А. Гітлером відбулася 12 листопада, після зустрічі з Й. фон Ріббентропом.
А. Гітлер спочатку висловив думку, «яка примусила його просити про цю зустріч»: важко встановити тенденцію майбутнього розвитку, вона залежить від особистістних факторів, які є визначальними у політичному житті. Але він хоче спробувати визначити на довгочасний срок майбутнє націй, щоб запобігти тертям і конфліктам. Це можливо, коли на чолі «двох основних націй стоять люди, котрі мають абсолютний авторитет», що має місце зараз в Росії та в Німеччині. Мова про дві великі нації, котрі за природою не повинні мати суперечностей, якщо одна розуміє, що другій потрібне забезпечення «певних життєвих інтересів, без котрих неможливе її існування». Він впевнений, що в «обох країнах сьогодні такий режим, котрий не хоче вести війну і котрому необхідний мир для внутрішнього будівництва». Тому можливо віднайти таке рішення, яке мало би силу на період життя нинішніх керівників і «забезпечило би на майбутнє мирну спільну працю».
В. Молотов вітав цю заяву райхсканцлера.
Далі А. Гітлер зазначив: «Якщо зараз обидві держави тверезо перевірять результати спільної праці за цей рік, то вони переконаються, що користь була в цьому для обох». В зв'язку з тим, що «боротьба з Англією на 99 пунктів проти одного виграна», «бажано піддати новій перевірці взаємовідносини з Росією… і створити їх на довгий час».
Під час бесіди В. Молотов заявив, що його висловлюванняя відбивають не лише його особисту точку зору, а й радянського уряду й особисто Й. В. Сталіна.
В. Молотов зазначив, що «німецько-російську угоди від минулого року можна, таким чином, вважати виконаною в усіх пунктах, за винятком одного, а саме Фінляндії. Фінське питання досі залишається невирішеним.»

Відповідаючи на питання В. Молотова щодо Троїстого пакту, «що він означає для Радянського Союзу», А. Гітлер запропонував «Радянському Союзові взяти участь як четвертому партнеру в цьому пакті». Щодо областей «природних інтересів», «Радянський Союз повинен сам сказати, що його цікавить», як у Європі, так і в Азії. Він вважає, що «з Радянським Союзом можна  буде домовитися», як раніше домовилися з Італією й Францією, а тепер він вважав своєчасним запросити Радянський Союз, щоб СРСР висловився про свої інтереси.
В. Молотов погодився, що «Радянський Союз може взяти участь в широкій угоді чотирьох держав, але лише як партнер, а не як об'ект», і «готовий взяти участь в деяких акціях разом з Німеччиною, Італією і Японією».
Молотов зазначив, що, хоча Радянський Союз і не брав участі у великій війні, все ж він воював проти Польщі, проти Фінляндії й був зовсім готовий, якби була потреба, до війни за Бесарабію.

### Зустріч з послом Німеччини в СРСР
13 листопада відбулася розмова В. Молотова з В. фон дер Шуленбургом, з метою, за заявою останнього, «за дорученням Ріббентропа… сказати кілька слів про Фінляндію, щоб зберегти час при бесіді із фюрером після сніданку сьогодні». Гітлер і Ріббентроп «повністю визнають за СРСР право на Фінляндію і не мають до неї територіальних домагань». 

### Друга зустріч В. Молотова з Й. фон Ріббентропом
Зустріч відбулася від 21 до 24 години у бомбосховищі Й. фон Ріббентропа.

### Зустрічі з іншими керівними діячами Третього Райху
Окрім А. Гітлера і Й. Ріббентропа спілкувався також з Г. Герінгом та Р. Гессом: 13 листопада він зробив візит до райхсмаршала Г. Герінга, а після цього — до заступника А. Гітлера з керівництва націонал-соціалістичною партією Р. Гесса.
На сніданку у А. Гітлера на честь В. Молотова о 14 годині за берлінським часом з німецької сторони були присутні: Й. фон Ріббентроп, керівник верховного командування збройних сил Райху генерал-фельдмаршал В. Кейтель, райхсміністр доктор Й. Геббельс, керівник німецького трудового фронту доктор Р. Лей, начальник відділу преси уряду Німеччини доктор О. Дітріх, видатний діяч НСДАП М. Борман, начальник особистої канцелярії А. Гітлера доктор О. Майснер, посол Німеччини у Москві В. фон дер Шуленбург, начальник особистої охорони А. Гітлера Зепп Дітріх, адьютанти А. Гітлера Ю. Штауб і полковник Р. Шмундт, посланник В. Хевель, радник посольства Німеччини у Москві Г. Хільгер.
На вечері у повпредстві СРСР о 19 годині були присутні: Й. фон Ріббентроп, керівник поліції Німеччини Г. Гіммлер, райхсміністр Г. Ламмерс, міністр озброєння й боєприпасів Ф. Тодт, керівник трудового фронту Р. Лей, начальник пресового відділу О. Дітріх, посланник П-О. Шмідт .

### Питання стосовно України
України стосувалися питання політики Німеччини та СРСР щодо її сусідів: Румунії, Туреччини,— а також щодо конвенції Монтре (1936).
У «Директивах…» Й. Сталіна до візиту В. Молотова вказувалося про зацікавленість СРСР у «подальшій долі» Румунії та Угорщини, що безпосередньо межували з Україною.

## Цікаві факти
- Це була перша в його житті подорож В. Молотова за кордон [41].
- Офіційна публікація документів, пов'язаних з візитом, була вперше здійснена Міністерством закордонних справ Російської Федерації 1998 року [42].